# Whitby (Ontario)
Whitby (població 122,022) és una ciutat de la regió de Durham. Whitby es troba en el sud d'Ontario a l'est  d'Ajax a la riba del nord del Llac Ontario. Es troba a uns 30 minuts de cotxe del barri de Scarborough, i es considera un suburbi de la part oriental de l'àrea metropolitana de Toronto. Mentre la porció del sud de Whitby és predominantment urbana, i un centre econòmic, la part del nord del municipi és més rural i inclou les comunitats d'Ashburn, Brooklin, Myrtle i Myrtle Station.

## Història
Whitby Township (ara la City of Whitby) porta el nom de la ciutat de Whitby, Yorkshire, Anglaterra.
Quan la zona on es troba Durham va ser explorada per primer cop el 1792, l'explorador, provinent de la part del nord d'Anglaterra, va anomenar les pobles de l'est de Toronto fent honor a les ciutats de l'Anglaterra nord-oriental: York, Scarborough, Pickering, Whitby i Darlington. El nom original de "Whitby" és danès, i ve de l'any 867 quan els Danesos va envair Gran Bretanya. És una contracció de "Whitteby," significant "poble blanc." Pot ser una referència al far blanc que hi ha en moll de Whitby, Yorkshire, i també a Whitby, Ontario.' Tot i que hi ha una comunitat establerta des de l'any 1800, no va ser fins al 1836 que s'hi va fundar el primer centre de negocis.

## Sinclair Secondary School
L'institut Sinclair es troba a Whitby, Ontario. Va obrir l'any 1994, i té gairebé 2000 alumnes i més de 100 membres de personal d'ensenyament. Serveix tant a l'educació especial com a estudiants d'immersió francesa. L'escola és reconeguda per la seva reputació acadèmica forta i roman l'escola amb més alt nivell de la regió de Durham, segons l'institut Fraser d'Ontario.